# Мариана Тодорова
Мариана Тодорова е българска филоложка, литературна критичка, историчка и издателка.
Родена е на 8 юли 1946 в село Иванча, Търновско. Завършва гимназия във Велико Търново през 1964 г. и Българска филология в Софийския университет през 1969 г. Работи като учител в София, след което постъпва в Института за литература при Българска академия на науките, където работи от 1972 до 2011 г. Доцент д-р по Нова и съвременна българска литература към БАН. 
Има един син.